# Diplazium bostockii
Diplazium bostockii là một loài dương xỉ trong họ Athyriaceae. Loài này được D.L.Jones mô tả khoa học đầu tiên năm 1998.
Danh pháp khoa học của loài này chưa được làm sáng tỏ. 